# Mr.&Ms.スティーラー
『Mr.&Ms.スティーラー』（ミスター・アンド・ミズ・スティーラー、Lying and Stealing）は2019年のアメリカ合衆国の犯罪アクション映画。監督はマット・アセルトン、出演はテオ・ジェームズとエミリー・ラタコウスキーなど。天才美術品泥棒の男と、美貌を武器に詐欺を働く女のコンビが一世一代の大仕事に挑む姿を描いている。

## ストーリー
ロサンゼルス。アイヴァン・ウォーディングは同地を拠点とする泥棒で、上流階級の所有する美術品を盗むことを専門としていた。アイヴァンが泥棒稼業から足を洗おうとした矢先、詐欺師のエリス・ティバルディと知り合いになった。エリスの本業は映画女優だったが、借金返済のために詐欺に手を染めていたのであった。アイヴァンはエリスとタッグを組んで最後の仕事に臨むことにしたが、予期せぬハプニングが次々と発生する。

## キャスト
※括弧内は日本語吹替。
- アイヴァン・ウォーディング: テオ・ジェームズ（中川慶一） - 天才泥棒。
- エリス・ティバルディ: エミリー・ラタコウスキー（Lynn） - 訳ありの売れない女優。
- ディミトリ・マロパキス: フレッド・メラメッド（白熊寛嗣） - アイヴァンの雇い主。
- レイ・ウォーディング: エボン・モス＝バクラック（英語版）（水越健） - アイヴァンの兄。双極性障害で薬物依存症。
- ライマン・ウィルカーズ: イザイア・ウィットロック・Jr（村本享太郎） - FBI捜査官。アイヴァンに接触。
- エリック・マロパキス: エヴァン・ハンドラー - ディミトリの弟。不動産屋。
- エイトン・エイゼンシュタット: ジョン・ゲイティンズ - ハリウッドの映画プロデューサー。
- メアリー・バートリング: フェルナンダ・アンドラーデ（英語版）
- ミスター・オクラホマ: ボブ・スティーヴンソン（英語版）
- マイク・ウィリアムズ: キース・パウエル（英語版）

## 製作
2017年11月、テオ・ジェームズ、エミリー・ラタコウスキー、フレッド・メラメッド、エボン・モス＝バクラック、イザイア・ウィットロック・Jr、エヴァン・ハンドラー、ジョン・ゲイティンズの出演が決まると共に、本作の主要撮影がカリフォルニア州のロサンゼルスで始まった。2018年7月4日、ジョーナ・オスティネッリとソーニャ・ベロウソーヴァが本作で使用される楽曲を手がけるとの報道があった。

## 公開・マーケティング
2019年1月25日、ヴァーティカル・エンターテインメントが本作の全米配給権を、ディレクTV・シネマが本作の全米配信権を獲得したと報じられた。5月15日、本作のオフィシャル・トレイラーが公開された。

## 評価
本作に対する批評家の評価は平凡なものに留まっている。映画批評集積サイトのRotten Tomatoesには13件のレビューがあり、批評家支持率は62%、平均点は10点満点で6点となっている。また、Metacriticには7件のレビューがあり、50/100となっている。